# Benedictus Lidbergius
Benedictus Laurentii Lidbergius, född 1688 i Vadstena församling, död 11 januari 1729 i Östra Tollstads församling, Östergötlands län, var en svensk präst.

## Biografi
Benedictus Lidbergius föddes 1688 i Vadstena församling och tog sitt efternamn efter gården Lid i Hässleby socken. Han blev 1712 student vid Uppsala universitet och prästvigdes 1714. Lidbergius blev adjunkt i Södra Vi församling och Rumskulla församling. År 1716 blev han komminister i Eksjö landsförsamling och 1722 kyrkoherde i Östra Tollstads församling. Han avled 1729 i Östra Tollstads församling.

### Familj
Lidbergius gifte sig 1715 med Brita Danielsdotter Wigia. Hon var dotter till kyrkoherden Daniel Wigius och Elisabeth Johansdotter Mollerus i Drothems församling. Wigia hade tidigare varit gift med kyrkoherden Johannes Krönstrand i Södra Vi församling.